# أب بونة
أب بونة هي قرية في مقاطعة تيران وكرون، إيران. يقدر عدد سكانها بـ 785 نسمة بحسب إحصاء 2016.